# Phytoliriomyza pittosporocaulis
Phytoliriomyza pittosporocaulis este o specie de muște din genul Phytoliriomyza, familia Agromyzidae, descrisă de Erich Martin Hering în anul 1962. Conform Catalogue of Life specia Phytoliriomyza pittosporocaulis nu are subspecii cunoscute.